# Götzendorf an der Leitha
Götzendorf an der Leitha är en ort och kommun i Österrike. Den ligger i distriktet Bruck an der Leitha i förbundslandet Niederösterreich, 27 km sydost om huvudstaden Wien.
Kommunen består av två orter (Ortschaften) (inom parentes invånarantal 1 januari 2024):
- Götzendorf an der Leitha (1 670)
- Pischelsdorf (559)